# Boucekelimus
Boucekelimus is een geslacht van vliesvleugeligen uit de familie Eulophidae. De wetenschappelijke naam van dit geslacht is voor het eerst geldig gepubliceerd in 2005 door Kim & La Salle.

## Soorten
Het geslacht Boucekelimus is monotypisch en omvat slechts de volgende soort:
- Boucekelimus elongatus Kim & La Salle, 2005